# Pandarus bicolor
A Pandarus bicolor az állkapcsilábas rákok (Maxillopoda) osztályának a Siphonostomatoida rendjébe, ezen belül a Pandaridae családjába tartozó faj.
A Pandarus ráknem típusfaja.

## Tudnivalók
Tengeri élőlény, amely eredetileg az Atlanti-óceán európai partjainál fordult elő; manapság Új-Zéland vizeiben is fellelhető. Mint sok más rokona, a Pandarus bicolor is élősködő életmódot folytat. A gazdaállatai a következők: selyemcápa (Carcharhinus falciformis), kékcápa (Prionace glauca), fehér cápa (Carcharodon carcharias), közönséges kutyacápa (Galeorhinus galeus), hatkopoltyús szürkecápa (Hexanchus griseus), hétkopoltyús tehéncápa (Notorynchus cepedianus), Mustelus henlei, leopárdcápa (Triakis semifasciata) és tüskéscápa (Squalus acanthias).